# Grazia Livi

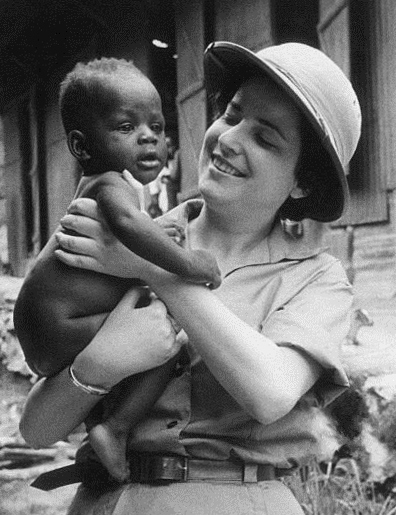
Grazia Livi nel 1961

Grazia Livi (Firenze, 19 marzo 1930 – Milano, 18 gennaio 2015) è stata una giornalista, saggista e scrittrice italiana.

## Biografia
Grazia Livi nacque a Firenze nel 19 marzo 1930 da una famiglia fiorentina di intellettuali e docenti universitari; ha vissuto alcuni anni anche a Londra mentre trascorse gli ultimi anni della sua vita a Milano. Dopo essersi laureata in filologia romanza con Gianfranco Contini ed avere avuto come maestri anche Domenico De Robertis, Roberto Longhi, Gaetano Salvemini e Bruno Migliorini, si sposa. Dal 1960 fino al 1970, come giornalista inviata, ha pubblicato articoli su importanti testate italiane tra le quali La Nazione, Il Mondo, L'Europeo e Epoca. Il lavoro di giornalista come inviata le fa incontrare alcune tra le più eminenti figure del Novecento, come Le Corbusier, Moshe Menuhin, Albert Schweitzer.
Il primo romanzo, Gli scapoli di Londra, venne recensito sul Corriere della Sera da Eugenio Montale che affermò «che poche donne sanno scrivere come Grazia Livi». Anche il poeta Mario Luzi le scrisse una lettera di apprezzamento.
Tra gli incontri significativi della sua vita vanno senz'altro ricordati quello con Anna Banti, cui ha dedicato un saggio nel libro Le lettere del mio nome. Anna Banti incoraggiò Grazia Livi a scrivere e le commissionò i primi articoli per la rivista Paragone a partire da quello dedicato a Virginia Woolf che la Banti definì «bellissimo».
Nel romanzo Lo sposo impaziente, dedicato a Lev Tolstoj ed alla moglie Sof’ia Andreevna ed in parte ispirato dai loro diari, Grazia Livi narra il viaggio dei neosposi e la loro prima notte di nozze. Per poter parlare di questo grande scrittore la Livi è stata in Russia. È scomparsa a Milano nel 2015.

## Opere

### Narrativa
- Gli scapoli di Londra (Sansoni, Firenze 1958)
- La distanza e l'amore (Garzanti, Milano 1978)
- L'approdo invisibile (Garzanti, Milano 1980)
- Vincoli segreti (La Tartaruga, Milano 1994)
- Non mi sogni più (La Tartaruga, Milano 1997)
- La finestra illuminata (La Tartaruga, Milano 2000)
- Il mantello (in AA.VV., Natale d'autrice, Edizioni San Paolo, Milano 2002)
- Lo sposo impaziente (Garzanti, Milano 2006)
- Il vento e la moto - Passioni, nostalgie, fughe, dolcezze (Garzanti, Milano, 2008)
- Sognami ancora (Ev, Macerata, 2014)

### Saggi
- Alberto Sordi (Longanesi, Milano 1967)
- Da una stanza all'altra (Garzanti, Milano 1984; La Tartaruga, Milano 1992)
- Le lettere del mio nome (La Tartaruga, Milano 1991)
- Donne senza cuore (La Tartaruga, Milano 1996)
- Narrare è un destino (La Tartaruga, Milano 2002)

### Critica e curatela
- Postfazione a Orlando di Virginia Woolf (Mondadori, Milano 1982)
- Prefazione a Il coraggio delle donne di Anna Banti (La Tartaruga, Milano 1983)
- Cura di Scene di Londra di Virginia Woolf (Mondadori, Milano 1987)
- Prefazione a Tempo d'amore di Rosamund Lehmann (Garzanti, Milano 1987)
- Prefazione a Amici e Amanti di Elizabeth Bowen (La Tartaruga, Milano 1992)
- Cura di Mi hanno detto no (antologia con Gilberto Finzi, Leonardo, Milano 1992)

## Riconoscimenti
- Nel 1959 "Premio Bagutta Tre Signore"[9][10][11], per il suo primo libro, il romanzo Gli scapoli di Londra (Sansoni, Firenze 1958).
- Nel 1961 "Premio Saint-Vincent per il giornalismo" durante la sua collaborazione con la rivista Epoca.
- Nel 1984 finalista al "Premio letterario Elba" per Da una stanza all'altra.
- Nel 1991 "Premio Viareggio"[12], sezione Saggistica, per Le lettere del mio nome (La Tartaruga, Milano 1991).
- Nel 1994 finalista al "Premio Strega" per la raccolta di racconti Vincoli segreti (La Tartaruga, Milano 1994).
- Nel 2002 "Premio Donna Città di Roma"[13] per la raccolta di saggi Narrare è un destino (La Tartaruga, Milano 2002).
- Nel 2006 "Premio Alessandro Manzoni"[14] e "Premio Alghero Donna"[15] per il romanzo Lo sposo impaziente (Garzanti, Milano 2006).